# Riddim Driven: Liquid
Riddim Driven: Liquid jest piętnastą składanką z serii Riddim Driven. Została wydana w październiku 2001 na CD i LP. Album zawiera piosenki nagrane na riddimie "Liquid" Rohana "Snow Cone" Fullera. 

## Lista
1. "Can You Do The Work" - Sean Paul, Cecile
2. "Log On" - Elephant Man
3. "Back Up Back Up" - Lukie D
4. "Keep It Blazing" - T.O.K.
5. "You Bring It" - Lexxus
6. "Give It to Her" - Tanto Metro & Devonte
7. "Got It Going On" - Bling Dawg
8. "Tell Me What You Like" - Lady Saw
9. "Feeling It" - Wayne Marshall
10. "Ignite It" - Sean Paul
11. "Hold You Man" - Chico
12. "Bring It On To Me" - Red Fox, Mr. Easy
13. "She Ain't Feeling It" - Mad Cobra
14. "Buy You Something For That" - Madd Anju
15. "Loving Spree" - Wayne Wonder
16. "Three Steps Forward" - Delly Ranks, Daville
17. "Wonder Why" - Kiprich
18. "Party Is On Tonight" - Future Troubles
19. "Step Aside" - General Degree
20. "Liquid Riddim Version"